# Stanley-Cup-Playoffs 2025
Die Playoffs um den Stanley Cup des Jahres 2025 begannen am 19. April 2025 und endeten am 17. Juni 2025 mit dem 4:2-Erfolg der Florida Panthers gegen die Edmonton Oilers. Die Panthers gewannen damit ihren zweiten Stanley Cup der Franchise-Geschichte, nachdem sie bereits im Vorjahr im Finale – ebenfalls gegen die Oilers – mit 4:3 erfolgreich gewesen waren. Es kam somit zu einer Wiederauflage des Vorjahresfinals, was zuletzt in den Jahren 2008 und 2009 geschehen war. Die Conn Smythe Trophy als wertvollster Spieler erhielt Sam Bennett von den Panthers, während die Oilers in Person von Leon Draisaitl den Topscorer der Playoffs stellten (punktgleich mit Connor McDavid). 

## Modus
Nachdem sich aus jeder Division die drei punktbesten Teams sowie die zwei Wildcard-Teams der jeweiligen Conference qualifiziert haben, starteten die im K.-o.-System ausgetragenen Playoffs. Die Divisionssieger trafen dabei in der ersten Runde auf die Wildcard-Teams der jeweiligen Conference, wobei der Divisionssieger mit den meisten Punkten auf das schlechtere der beiden Wildcard-Teams traf. Die übrigen Paarungen des Conference-Viertelfinals wurden divisionsintern unter den zweit- und drittplatzierten Teams ausgetragen.
Jede Conference spielte in der Folge im Conference-Viertelfinale, Conference-Halbfinale und im Conference-Finale ihren Sieger aus, der dann im Finale um den Stanley Cup antrat. Alle Serien jeder Runde wurden im Best-of-Seven-Modus ausgespielt, das heißt, dass ein Team vier Siege zum Erreichen der nächsten Runde benötigte. Das höher gesetzte Team hatte dabei in den ersten beiden Spiele Heimrecht, die nächsten beiden das gegnerische Team. Sollte bis dahin kein Sieger aus der Runde hervorgegangen sein, wechselte das Heimrecht von Spiel zu Spiel. So hatte die höher gesetzte Mannschaft in den Spielen 1, 2, 5 und 7, also vier der maximal sieben Spiele, einen Heimvorteil. Der Sieger der Eastern Conference wurde mit der Prince of Wales Trophy ausgezeichnet und der Sieger der Western Conference erhielt die Clarence S. Campbell Bowl.
Bei Spielen, die nach der regulären Spielzeit von 60 Minuten unentschieden blieben, folgte die Overtime, die im Gegensatz zur regulären Saison mit fünf Feldspielern gespielt wurde. Zudem endete sie durch das erste Tor (Sudden Death) und nicht, wie in der regulären Saison üblich, mit einem Shootout.

## Qualifizierte Teams
| Atlantic Division - A1: Toronto Maple Leafs - A2: Tampa Bay Lightning - A3: Florida Panthers Metropolitan Division - M1: Washington Capitals - M2: Carolina Hurricanes - M3: New Jersey Devils Wild Cards - EWC1: Ottawa Senators - EWC2: Canadiens de Montréal | Central Division - C1: Winnipeg Jets - C2: Dallas Stars - C3: Colorado Avalanche Pacific Division - P1: Vegas Golden Knights - P2: Los Angeles Kings - P3: Edmonton Oilers Wild Cards - WWC1: Minnesota Wild - WWC2: St. Louis Blues |

## Playoff-Baum
|  | Conference-Viertelfinale | Conference-Viertelfinale | Conference-Viertelfinale |    |                      | Conference-Halbfinale | Conference-Halbfinale | Conference-Halbfinale |  |  | Conference-Finale | Conference-Finale | Conference-Finale |  |  | Stanley-Cup-Finale | Stanley-Cup-Finale | Stanley-Cup-Finale |
|  |                          |                          |                          |    |                      |                       |                       |                       |  |  |                   |                   |                   |  |  |                    |                    |                    |
|  | A1                       | Toronto Maple Leafs      | 4                        |    |                      |                       |                       |                       |  |  |                   |                   |                   |  |  |                    |                    |                    |
|  | EWC1                     | Ottawa Senators          | 2                        |    |                      |                       |                       |                       |  |  |                   |                   |                   |  |  |                    |                    |                    |
|  | EWC1                     | Ottawa Senators          | 2                        | A1 | Toronto Maple Leafs  | 3                     |                       |                       |  |  |                   |                   |                   |  |  |                    |                    |                    |
|  |                          |                          |                          | A1 | Toronto Maple Leafs  | 3                     | Eastern Conference    |                       |  |  |                   |                   |                   |  |  |                    |                    |                    |
|  |                          | A3                       | Florida Panthers         | 4  |                      |                       |                       |                       |  |  |                   |                   |                   |  |  |                    |                    |                    |
|  | A2                       | A3                       | Florida Panthers         | 4  | Tampa Bay Lightning  | 1                     |                       |                       |  |  |                   |                   |                   |  |  |                    |                    |                    |
|  | A2                       |                          |                          |    | Tampa Bay Lightning  | 1                     |                       |                       |  |  |                   |                   |                   |  |  |                    |                    |                    |
|  | A3                       | Florida Panthers         | 4                        |    |                      |                       |                       |                       |  |  |                   |                   |                   |  |  |                    |                    |                    |
|  | A3                       | Florida Panthers         | 4                        | A3 | Florida Panthers     | 4                     |                       |                       |  |  |                   |                   |                   |  |  |                    |                    |                    |
|  |                          |                          |                          |    |                      |                       |                       |                       |  |  |                   |                   |                   |  |  |                    |                    |                    |
|  |                          | M2                       | Carolina Hurricanes      | 1  |                      |                       |                       |                       |  |  |                   |                   |                   |  |  |                    |                    |                    |
|  | M1                       | M2                       | Carolina Hurricanes      | 1  | Washington Capitals  | 4                     |                       |                       |  |  |                   |                   |                   |  |  |                    |                    |                    |
|  | M1                       |                          |                          |    | Washington Capitals  | 4                     |                       |                       |  |  |                   |                   |                   |  |  |                    |                    |                    |
|  | EWC2                     | Canadiens de Montréal    | 1                        |    |                      |                       |                       |                       |  |  |                   |                   |                   |  |  |                    |                    |                    |
|  | EWC2                     | Canadiens de Montréal    | 1                        | M1 | Washington Capitals  | 1                     |                       |                       |  |  |                   |                   |                   |  |  |                    |                    |                    |
|  |                          |                          |                          | M1 | Washington Capitals  | 1                     |                       |                       |  |  |                   |                   |                   |  |  |                    |                    |                    |
|  |                          | M2                       | Carolina Hurricanes      | 4  |                      |                       |                       |                       |  |  |                   |                   |                   |  |  |                    |                    |                    |
|  | M2                       | M2                       | Carolina Hurricanes      | 4  | Carolina Hurricanes  | 4                     |                       |                       |  |  |                   |                   |                   |  |  |                    |                    |                    |
|  | M2                       |                          |                          |    | Carolina Hurricanes  | 4                     |                       |                       |  |  |                   |                   |                   |  |  |                    |                    |                    |
|  | M3                       | New Jersey Devils        | 1                        |    |                      |                       |                       |                       |  |  |                   |                   |                   |  |  |                    |                    |                    |
|  | M3                       | New Jersey Devils        | 1                        | A3 | Florida Panthers     | 4                     |                       |                       |  |  |                   |                   |                   |  |  |                    |                    |                    |
|  |                          |                          |                          |    |                      |                       |                       |                       |  |  |                   |                   |                   |  |  |                    |                    |                    |
|  |                          | P3                       | Edmonton Oilers          | 2  |                      |                       |                       |                       |  |  |                   |                   |                   |  |  |                    |                    |                    |
|  | C1                       | P3                       | Edmonton Oilers          | 2  | Winnipeg Jets        | 4                     |                       |                       |  |  |                   |                   |                   |  |  |                    |                    |                    |
|  | C1                       |                          |                          |    | Winnipeg Jets        | 4                     |                       |                       |  |  |                   |                   |                   |  |  |                    |                    |                    |
|  | WWC2                     | St. Louis Blues          | 3                        |    |                      |                       |                       |                       |  |  |                   |                   |                   |  |  |                    |                    |                    |
|  | WWC2                     | St. Louis Blues          | 3                        | C1 | Winnipeg Jets        | 2                     |                       |                       |  |  |                   |                   |                   |  |  |                    |                    |                    |
|  |                          |                          |                          | C1 | Winnipeg Jets        | 2                     |                       |                       |  |  |                   |                   |                   |  |  |                    |                    |                    |
|  |                          | C2                       | Dallas Stars             | 4  |                      |                       |                       |                       |  |  |                   |                   |                   |  |  |                    |                    |                    |
|  | C2                       | C2                       | Dallas Stars             | 4  | Dallas Stars         | 4                     |                       |                       |  |  |                   |                   |                   |  |  |                    |                    |                    |
|  | C2                       |                          |                          |    | Dallas Stars         | 4                     |                       |                       |  |  |                   |                   |                   |  |  |                    |                    |                    |
|  | C3                       | Colorado Avalanche       | 3                        |    |                      |                       |                       |                       |  |  |                   |                   |                   |  |  |                    |                    |                    |
|  | C3                       | Colorado Avalanche       | 3                        | C2 | Dallas Stars         | 1                     |                       |                       |  |  |                   |                   |                   |  |  |                    |                    |                    |
|  |                          |                          |                          |    |                      |                       |                       |                       |  |  |                   |                   |                   |  |  |                    |                    |                    |
|  |                          | P3                       | Edmonton Oilers          | 4  |                      |                       |                       |                       |  |  |                   |                   |                   |  |  |                    |                    |                    |
|  | P1                       | P3                       | Edmonton Oilers          | 4  | Vegas Golden Knights | 4                     |                       |                       |  |  |                   |                   |                   |  |  |                    |                    |                    |
|  | P1                       |                          |                          |    | Vegas Golden Knights | 4                     |                       |                       |  |  |                   |                   |                   |  |  |                    |                    |                    |
|  | WWC1                     | Minnesota Wild           | 2                        |    |                      |                       |                       |                       |  |  |                   |                   |                   |  |  |                    |                    |                    |
|  | WWC1                     | Minnesota Wild           | 2                        | P1 | Vegas Golden Knights | 1                     |                       |                       |  |  |                   |                   |                   |  |  |                    |                    |                    |
|  |                          |                          |                          | P1 | Vegas Golden Knights | 1                     | Western Conference    |                       |  |  |                   |                   |                   |  |  |                    |                    |                    |
|  |                          | P3                       | Edmonton Oilers          | 4  |                      |                       |                       |                       |  |  |                   |                   |                   |  |  |                    |                    |                    |
|  | P2                       | P3                       | Edmonton Oilers          | 4  | Los Angeles Kings    | 2                     |                       |                       |  |  |                   |                   |                   |  |  |                    |                    |                    |
|  | P2                       |                          |                          |    | Los Angeles Kings    | 2                     |                       |                       |  |  |                   |                   |                   |  |  |                    |                    |                    |
|  | P3                       | Edmonton Oilers          | 4                        |    |                      |                       |                       |                       |  |  |                   |                   |                   |  |  |                    |                    |                    |

## Conference-Viertelfinale

### Eastern Conference

#### (A1) Toronto Maple Leafs – (EWC1) Ottawa Senators
Zwischen den Toronto Maple Leafs und den Ottawa Senators kam es in der ersten Runde mit dem „Battle of Ontario“ zum Aufeinandertreffen zweier Lokalrivalen, die sich zuletzt im Jahre 2004 in den Playoffs gegenübergestanden hatten. Toronto entschied dieses insgesamt fünfte Playoff-Duell als Gewinner der Atlantic Division und Favorit mit 4:2 für sich. Offensiv überzeugten dabei vor allem William Nylander (9 Scorerpunkte) und Mitchell Marner (8) auf Seiten der Maple Leafs sowie Brady Tkachuk (7) für die Senators. Im Tor parierte Anthony Stolarz für Toronto 90,1 % der Schüsse auf sein Tor und übertraf damit Ottawas Linus Ullmark (88,0 % Fangquote), dem dafür jedoch ein Shutout gelang.
| 20. April 2025 19:00 Uhr (Ortszeit) | Toronto Maple Leafs Oliver Ekman Larsson (7:09) Mitchell Marner (12:18) John Tavares (24:07) William Nylander (27:19) Morgan Rielly (44:45) Matthew Knies (53:13) | 6:2 (2:1, 2:0, 2:1) Spielbericht Stand: 1:0 | Ottawa Senators Drake Batherson (16:18) Ridly Greig (44:00) | Scotiabank Arena, Toronto, Ontario Zuschauer: 19.072 |

| 22. April 2025 19:30 Uhr | Toronto Maple Leafs Morgan Rielly (3:43) John Tavares (8:20) Max Domi (63:09) | 3:2 n. V. (2:0, 0:1, 0:1, 1:0) Spielbericht Stand: 2:0 | Ottawa Senators Brady Tkachuk (35:41) Adam Gaudette (54:47) | Scotiabank Arena, Toronto, Ontario Zuschauer: 19.333 |

| 24. April 2025 19:00 Uhr | Ottawa Senators Claude Giroux (21:38) Brady Tkachuk (51:22) | 2:3 n. V. (0:0, 1:1, 1:1, 0:1) Spielbericht Stand: 0:3 | Toronto Maple Leafs Matthew Knies (28:31) Auston Matthews (40:32) Simon Benoît (61:19) | Canadian Tire Centre, Ottawa, Ontario Zuschauer: 19.073 |

| 26. April 2025 19:00 Uhr | Ottawa Senators Tim Stützle (9:03) Shane Pinto (14:11) David Perron (47:32) Jake Sanderson (77:42) | 4:3 n. V. (2:1, 0:1, 1:1, 1:0) Spielbericht Stand: 1:3 | Toronto Maple Leafs John Tavares (19:05) Matthew Knies (30:12) Oliver Ekman Larsson (54:31) | Canadian Tire Centre, Ottawa, Ontario Zuschauer: 19.094 |

| 29. April 2025 19:00 Uhr | Toronto Maple Leafs | 0:4 (0:0, 0:1, 0:3) Spielbericht Stand: 3:2 | Ottawa Senators Thomas Chabot (23:46) Dylan Cozens (48:24) Tim Stützle (57:09) Brady Tkachuk (59:13) | Scotiabank Arena, Toronto, Ontario Zuschauer: 19.438 |

| 1. Mai 2025 19:00 Uhr | Ottawa Senators Brady Tkachuk (27:28) David Perron (52:40) | 2:4 (0:1, 1:1, 1:2) Spielbericht Stand: 2:4 | Toronto Maple Leafs Auston Matthews (18:50) William Nylander (20:43) Max Pacioretty (54:21) William Nylander (59:41) | Canadian Tire Centre, Ottawa, Ontario Zuschauer: 19.007 |

#### (A2) Tampa Bay Lightning – (A3) Florida Panthers
Zum vierten Mal in den letzten fünf Jahren trafen in den Playoffs die Tampa Bay Lightning auf die Florida Panthers, was mit einem 4:1-Erfolg der Panthers den gleichen Ausgang wie im Vorjahr nahm. Insgesamt war dies das sechste, als „Battle of Florida“ stilisierte Aufeinandertreffen der beiden Lokalrivalen in den Playoffs, wobei die Panthers als amtierender Stanley-Cup-Sieger in diese Serie gingen. Beste Scorer wurden Sam Reinhart für die Panthers und Jake Guentzel für die Lightning mit jeweils sechs Punkten. Im Duell der russischen Torhüter übertraf Sergei Bobrowski (90,1 %) sein Gegenüber Andrei Wassilewski (87,2 %) in puncto Fangquote.
| 22. April 2025 20:30 Uhr (Ortszeit) | Tampa Bay Lightning Jake Guentzel (12:21) Brayden Point (33:04) | 2:6 (1:2, 1:3, 0:1) Spielbericht Stand: 0:1 | Florida Panthers Sam Bennett (3:44) Sam Reinhart (19:15) Nate Schmidt (24:41) Matthew Tkachuk (24:55) Matthew Tkachuk (29:44) Nate Schmidt (45:09) | Amalie Arena, Tampa, Florida Zuschauer: 19.092 |

| 24. April 2025 18:30 Uhr | Tampa Bay Lightning | 0:2 (0:1, 0:0, 0:1) Spielbericht Stand: 0:2 | Florida Panthers Nate Schmidt (4:15) Sam Bennett (59:56) | Amalie Arena, Tampa, Florida Zuschauer: 19.092 |

| 26. April 2025 13:00 Uhr | Florida Panthers Matthew Tkachuk (2:43) | 1:5 (1:1, 0:1, 0:3) Spielbericht Stand: 2:1 | Tampa Bay Lightning Brayden Point (17:15) Nick Paul (33:17) Jake Guentzel (40:21) Luke Glendening (54:19) Anthony Cirelli (55:00) | Amerant Bank Arena, Sunrise, Florida Zuschauer: 19.587 |

| 28. April 2025 19:00 Uhr | Florida Panthers Anton Lundell (29:06) Aaron Ekblad (56:13) Seth Jones (56:24) Carter Verhaeghe (58:20) | 4:2 (0:0, 1:2, 3:0) Spielbericht Stand: 3:1 | Tampa Bay Lightning Mitchell Chaffee (32:21) Erik Černák (32:32) | Amerant Bank Arena, Sunrise, Florida Zuschauer: 19.551 |

| 30. April 2025 19:30 Uhr | Tampa Bay Lightning Gage Goncalves (2:33) Nick Paul (12:16) Jake Guentzel (29:57) | 3:6 (2:2, 1:2, 0:2) Spielbericht Stand: 1:4 | Florida Panthers Carter Verhaeghe (5:21) Anton Lundell (10:06) Aleksander Barkov (20:52) Sam Bennett (35:13) Eetu Luostarinen (53:02) Sam Reinhart (55:36) | Amalie Arena, Tampa, Florida Zuschauer: 19.092 |

#### (M1) Washington Capitals – (EWC2) Canadiens de Montréal
Zum erst zweiten Mal nach 2010 trafen in der Postseason erneut die Washington Capitals auf die Canadiens de Montréal, wobei sich die „Caps“ als Conference-Sieger und Favorit mit 4:1 durchsetzten. Auf Seiten Washingtons überzeugten dabei vor allem Dylan Strome mit neun Scorerpunkten und  Alexander Owetschkin mit vier Treffern, während Rookie-Verteidiger Lane Hutson mit fünf Punkten bester Scorer der Canadiens wurde. Im Tor wiederum übertraf Logan Thompson für die Capitals mit einer Fangquote von 92,3 % das Tandem der Canadiens um Sam Montembeault (90,8) und Jakub Dobeš (88,1 %) deutlich.
| 21. April 2025 19:00 Uhr (Ortszeit) | Washington Capitals Alexander Owetschkin (18:34) Anthony Beauvillier (32:09) Alexander Owetschkin (62:26) | 3:2 n. V. (1:0, 1:0, 0:2, 1:0) Spielbericht Stand: 1:0 | Canadiens de Montréal Cole Caufield (50:32) Nick Suzuki (55:45) | Capital One Arena, Washington, D.C. Zuschauer: 18.573 |

| 23. April 2025 19:00 Uhr | Washington Capitals Connor McMichael (23:47) Dylan Strome (24:47) Connor McMichael (59:58) | 3:1 (0:0, 2:1, 1:0) Spielbericht Stand: 2:0 | Canadiens de Montréal Christian Dvorak (21:16) | Capital One Arena, Washington, D.C. Zuschauer: 18.573 |

| 25. April 2025 19:00 Uhr | Canadiens de Montréal Alexandre Carrier (19:07) Nick Suzuki (28:37) Cole Caufield (39:51) Christian Dvorak (44:17) Juraj Slafkovský (53:23) Alex Newhook (57:35) | 6:3 (1:1, 2:1, 3:1) Spielbericht Stand: 1:2 | Washington Capitals Connor McMichael (3:20) Jakob Chychrun (30:47) Alexander Owetschkin (42:39) | Centre Bell, Montréal, Québec Zuschauer: 21.105 |

| 27. April 2025 18:30 Uhr | Canadiens de Montréal Juraj Slafkovský (30:33) Cole Caufield (38:32) | 2:5 (0:0, 2:1, 0:4) Spielbericht Stand: 1:3 | Washington Capitals Dylan Strome (21:25) Brandon Duhaime (46:39) Andrew Mangiapane (56:23) Brandon Duhaime (57:21) Tom Wilson (59:05) | Centre Bell, Montréal, Québec Zuschauer: 21.105 |

| 30. April 2025 19:00 Uhr | Washington Capitals Alexander Owetschkin (9:12) Jakob Chychrun (11:15) Tom Wilson (36:59) Brandon Duhaime (59:34) | 4:1 (2:0, 1:0, 1:1) Spielbericht Stand: 4:1 | Canadiens de Montréal Emil Heineman (42:40) | Capital One Arena, Washington, D.C. Zuschauer: 18.573 |

#### (M2) Carolina Hurricanes – (M3) New Jersey Devils
Im Duell der Metropolitan Division setzten sich die Carolina Hurricanes deutlich mit 4:1 gegen die New Jersey Devils durch. Beide Teams trafen dabei zum sechsten Mal in den Playoffs aufeinander, wobei die Hurricanes nun zum fünften Mal erfolgreich waren. Bester Scorer der Serie, die in zwei Spielen die doppelte Overtime benötigte, wurde Carolinas Kapitän Sebastian Aho mit acht Punkten. Auf Seiten der Devils traf Nico Hischier vier Mal, während kein Akteur auf mehr als vier Scorerpunkte kam. Die Torhüter beider Seiten zeigten überdurchschnittliche Leistungen, wobei Frederik Andersen (93,6 % Fangquote) der Hurricanes sein Gegenüber Jacob Markström (91,1 %) übertraf, allerdings ab Mitte des vierten Spiel verletzungsbedingt durch Pjotr Kotschetkow (90,0 %) ersetzt werden musste.
| 20. April 2025 15:00 Uhr (Ortszeit) | Carolina Hurricanes Jalen Chatfield (2:24) Logan Stankoven (26:37) Logan Stankoven (33:08) Andrei Swetschnikow (57:32) | 4:1 (1:0, 2:1, 1:0) Spielbericht Stand: 1:0 | New Jersey Devils Nico Hischier (38:51) | Lenovo Center, Raleigh, North Carolina Zuschauer: 18.895 |

| 22. April 2025 18:00 Uhr | Carolina Hurricanes Shayne Gostisbehere (22:57) Jordan Martinook (25:54) Seth Jarvis (59:23) | 3:1 (0:1, 2:0, 1:0) Spielbericht Stand: 2:0 | New Jersey Devils Jesper Bratt (3:51) | Lenovo Center, Raleigh, North Carolina Zuschauer: 18.910 |

| 25. April 2025 20:00 Uhr | New Jersey Devils Nico Hischier (16:11) Dawson Mercer (41:18) Šimon Nemec (82:36) | 3:2 n. V. (1:0, 0:0, 1:2, 0:0, 1:0) Spielbericht Stand: 1:2 | Carolina Hurricanes Seth Jarvis (46:11) Sebastian Aho (52:20) | Prudential Center, Newark, New Jersey Zuschauer: 16.682 |

| 27. April 2025 15:30 Uhr | New Jersey Devils Nico Hischier (22:45) Timo Meier (27:34) | 2:5 (0:2, 2:1, 0:2) Spielbericht Stand: 1:3 | Carolina Hurricanes Andrei Swetschnikow (0:52) Jaccob Slavin (9:47) Andrei Swetschnikow (20:42) Brent Burns (54:14) Andrei Swetschnikow (56:43) | Prudential Center, Newark, New Jersey Zuschauer: 17.054 |

| 29. April 2025 19:30 Uhr | Carolina Hurricanes Taylor Hall (21:46) Jackson Blake (24:01) Andrei Swetschnikow (25:40) Sebastian Aho (31:27) Sebastian Aho (84:17) | 5:4 n. V. (0:3, 4:1, 0:0, 0:0, 1:0) Spielbericht Stand: 4:1 | New Jersey Devils Dawson Mercer (3:46) Timo Meier (5:31) Stefan Noesen (9:55) Nico Hischier (27:26) | Lenovo Center, Raleigh, North Carolina Zuschauer: 18.933 |

### Western Conference

#### (C1) Winnipeg Jets – (WWC2) St. Louis Blues
Die Winnipeg Jets, das mit der Presidents’ Trophy geehrte punktbeste Team der regulären Saison, trafen in der ersten Runde auf die St. Louis Blues, wobei die Mannschaften sich zum zweiten Mal nach 2019 in den Playoffs gegenüberstanden. Die Jets setzten sich dabei knapp mit 4:3 durch, wobei es im siebten Spiel die doppelte Overtime benötigte. Außerdem gelang ihnen dabei in Person von Cole Perfetti der Ausgleich erst mit drei Sekunden verbleibender Spielzeit, was einen NHL-Rekord für ein Spiel 7 darstellte, den zuvor Matt Cooke (2004) innehatte. Bester Scorer der Serie wurde Kyle Connor von den Jets mit 12 Punkten, der auch die gesamte erste Runde (gemeinsam mit Mikko Rantanen, Dallas) anführte. Ihm folgte Cam Fowler von den Blues mit 10 Punkten. Insgesamt erzielten die Blues mit 27:21 Treffern sogar deutlich mehr Tore als die Jets, was unter anderem an Winnipegs Torhüter Connor Hellebuyck lag, der nicht annähernd an seine herausragenden Leistungen der Hauptrunde anknüpfen konnte. Er parierte nur 83 % der Schüsse auf sein Tor und wurde in drei Partien durch Eric Comrie ersetzt. Auf Seiten der Blues beendete Jordan Binnington die Serie mit einer Fangquote von 90,1 %. Auffällig war zudem, dass alle sieben Partien durch das Heimteam gewonnen wurden.
| 19. April 2025 17:00 Uhr (Ortszeit) | Winnipeg Jets Mark Scheifele (13:38) Jaret Anderson-Dolan (15:02) Alex Iafallo (49:18) Kyle Connor (58:24) Adam Lowry (59:07) | 5:3 (2:2, 0:1, 3:0) Spielbericht Stand: 1:0 | St. Louis Blues Robert Thomas (9:31) Oskar Sundqvist (18:10) Jordan Kyrou (21:13) | Canada Life Centre, Winnipeg, Manitoba Zuschauer: 15.225 |

| 21. April 2025 18:30 Uhr | Winnipeg Jets Mark Scheifele (16:32) Kyle Connor (41:43) | 2:1 (1:1, 0:0, 1:0) Spielbericht Stand: 2:0 | St. Louis Blues Jimmy Snuggerud (19:58) | Canada Life Centre, Winnipeg, Manitoba Zuschauer: 15.225 |

| 24. April 2025 20:30 Uhr | St. Louis Blues Pawel Butschnewitsch (0:48) Pawel Butschnewitsch (3:11) Cam Fowler (15:51) Pawel Butschnewitsch (45:24) Jordan Kyrou (47:56) Alexei Toroptschenko (50:32) Colton Parayko (56:17) | 7:2 (3:0, 0:0, 4:2) Spielbericht Stand: 1:2 | Winnipeg Jets David Gustafsson (44:32) Neal Pionk (52:50) | Enterprise Center, St. Louis, Missouri Zuschauer: 18.096 |

| 27. April 2025 12:00 Uhr | St. Louis Blues Jake Neighbours (19:47) Tyler Tucker (30:46) Brayden Schenn (37:23) Justin Faulk (38:54) Robert Thomas (42:01) | 5:1 (1:1, 3:0, 1:0) Spielbericht Stand: 2:2 | Winnipeg Jets Kyle Connor (13:58) | Enterprise Center, St. Louis, Missouri Zuschauer: 18.096 |

| 30. April 2025 20:30 Uhr | Winnipeg Jets Kyle Connor (1:23) Nino Niederreiter (8:39) Dylan DeMelo (31:05) Wladislaw Namestnikow (38:51) Adam Lowry (56:47) | 5:3 (2:1, 2:1, 1:1) Spielbericht Stand: 3:2 | St. Louis Blues Nathan Walker (3:42) Jimmy Snuggerud (26:06) Nathan Walker (59:07) | Canada Life Centre, Winnipeg, Manitoba Zuschauer: 15.225 |

| 2. Mai 2025 19:00 Uhr | St. Louis Blues Philip Broberg (6:05) Nathan Walker (31:34) Brayden Schenn (32:27) Cam Fowler (33:40) Alexei Toroptschenko (36:57) | 5:2 (1:0, 4:1, 0:1) Spielbericht Stand: 3:3 | Winnipeg Jets Cole Perfetti (25:43) Nino Niederreiter (48:54) | Enterprise Center, St. Louis, Missouri Zuschauer: 18.096 |

| 4. Mai 2025 18:00 Uhr | Winnipeg Jets Cole Perfetti (31:41) Wladislaw Namestnikow (58:04) Cole Perfetti (59:57) Adam Lowry (96:10) | 4:3 n. V. (0:2, 1:1, 2:0, 0:0, 1:0) Spielbericht Stand: 4:3 | St. Louis Blues Jordan Kyrou (1:10) Mathieu Joseph (7:16) Radek Faksa (39:25) | Canada Life Centre, Winnipeg, Manitoba Zuschauer: 15.225 |

#### (C2) Dallas Stars – (C3) Colorado Avalanche
In der Central Division trafen die Dallas Stars und auf die Colorado Avalanche, was zum siebten Mal in der Playoff-Historie sowie zum zweiten Mal in Folge geschah. Wie im Vorjahr setzten sich die Stars dabei durch, wobei sie über die volle Distanz von sieben Partien zu einem 4:3-Erfolg gehen mussten. Besondere mediale Aufmerksamkeit erfuhr dabei Mikko Rantanen der Stars, der die Serie und die gesamte erste Runde (gemeinsam mit Kyle Connor, Winnipeg) mit 12 Punkten anführte. Zum einen, weil er bis Mitte der Saison viele Jahre für die Avalanche aktiv gewesen war, und zum anderen, weil ihm als erster Spieler der NHL-Historie ein Hattrick im letzten Spieldrittel eines entscheidenden siebten Spiels gelang. Bester Scorer der Avalanche wurde derweil Nathan MacKinnon mit elf Punkten. Im Tor übertraf Jake Oettinger für die Stars (Fangquote 91,1 %) sein Gegenüber Mackenzie Blackwood (89,2 %) deutlich.
| 19. April 2025 19:30 Uhr (Ortszeit) | Dallas Stars Roope Hintz (46:45) | 1:5 (0:0, 0:2, 1:3) Spielbericht Stand: 0:1 | Colorado Avalanche Artturi Lehkonen (29:30) Nathan MacKinnon (36:38) Devon Toews (52:56) Nathan MacKinnon (56:52) Charlie Coyle (57:03) | American Airlines Center, Dallas, Texas Zuschauer: 18.532 |

| 21. April 2025 20:30 Uhr | Dallas Stars Tyler Seguin (19:06) Thomas Harley (23:40) Jewgeni Dadonow (50:13) Colin Blackwell (77:46) | 4:3 n. V. (1:1, 1:2, 1:0, 1:0) Spielbericht Stand: 1:1 | Colorado Avalanche Nathan MacKinnon (8:48) Jack Drury (24:42) Logan O’Connor (39:27) | American Airlines Center, Dallas, Texas Zuschauer: 18.532 |

| 23. April 2025 19:30 Uhr | Colorado Avalanche Waleri Nitschuschkin (8:09) | 1:2 n. V. (1:0, 0:0, 0:1, 0:1) Spielbericht Stand: 1:2 | Dallas Stars Jamie Benn (49:18) Tyler Seguin (65:31) | Ball Arena, Denver, Colorado Zuschauer: 18.109 |

| 26. April 2025 19:30 Uhr | Colorado Avalanche Logan O’Connor (12:39) Nathan MacKinnon (19:36) Gabriel Landeskog (33:10) Samuel Girard (50:46) | 4:0 (2:0, 1:0, 1:0) Spielbericht Stand: 2:2 | Dallas Stars | Ball Arena, Denver, Colorado Zuschauer: 18.129 |

| 28. April 2025 20:30 Uhr | Dallas Stars Wyatt Johnston (0:09) Thomas Harley (19:15) Mikko Rantanen (21:12) Wyatt Johnston (36:48) Mason Marchment (38:32) Roope Hintz (57:55) | 6:2 (2:0, 3:2, 1:0) Spielbericht Stand: 3:2 | Colorado Avalanche Artturi Lehkonen (32:11) Nathan MacKinnon (34:38) | American Airlines Center, Dallas, Texas Zuschauer: 18.532 |

| 1. Mai 2025 19:30 Uhr | Colorado Avalanche Waleri Nitschuschkin (6:29) Artturi Lehkonen (18:40) Martin Nečas (24:34) Waleri Nitschuschkin (46:02) Nathan MacKinnon (49:04) Josh Manson (58:44) Cale Makar (59:03) | 7:4 (2:0, 1:4, 4:0) Spielbericht Stand: 3:3 | Dallas Stars Roope Hintz (21:18) Mikael Granlund (23:41) Roope Hintz (27:51) Mikko Rantanen (38:35) | Ball Arena, Denver, Colorado Zuschauer: 18.099 |

| 3. Mai 2025 19:00 Uhr | Dallas Stars Mikko Rantanen (47:49) Mikko Rantanen (53:46) Wyatt Johnston (56:04) Mikko Rantanen (59:57) | 4:2 (0:0, 0:1, 4:1) Spielbericht Stand: 4:3 | Colorado Avalanche Josh Manson (29:50) Nathan MacKinnon (40:31) | American Airlines Center, Dallas, Texas Zuschauer: 18.532 |

#### (P1) Vegas Golden Knights – (WWC1) Minnesota Wild
Zum zweiten Mal nach 2021 spielten in den Playoffs die Vegas Golden Knights gegen die Minnesota Wild, wobei sich Vegas mit 4:2 durchsetzte. Bester Scorer der Serie wurde Kirill Kaprisow von den Wild mit neun Scorerpunkten, gefolgt von Matthew Boldy mit sieben, ebenfalls auf Seiten Minnesotas. Die Golden Knights überzeugten derweil eher mit der Breite des Kaders, so erzielten alle außer ein Feldspieler mindestens einen Scorerpunkt, wobei Tomáš Hertl (5) das Team anführte. Rein statistisch war Minnesota auch auf der Torhüterposition überlegen, so parierte Filip Gustavsson 91,3 % der Schüsse auf sein Tor, gegenüber der Fangquote von 88,0 % bei Adin Hill. Gustafsson wurde im fünften Spiel kurzzeitig verletzungsbedingt durch Marc-André Fleury ersetzt, der mit dem Ende dieser Serie seine aktive Karriere ebenfalls für beendet erklärte.
| 20. April 2025 19:00 Uhr (Ortszeit) | Vegas Golden Knights Tomáš Hertl (15:22) Pawel Dorofejew (33:33) Brett Howden (42:28) Brett Howden (59:59) | 4:2 (1:1, 1:0, 2:1) Spielbericht Stand: 1:0 | Minnesota Wild Matthew Boldy (17:42) Matthew Boldy (51:46) | T-Mobile Arena, Paradise, Nevada Zuschauer: 18.016 |

| 22. April 2025 20:00 Uhr | Vegas Golden Knights Noah Hanifin (32:04) Tomáš Hertl (42:26) | 2:5 (0:3, 1:1, 1:1) Spielbericht Stand: 1:1 | Minnesota Wild Matthew Boldy (9:56) Marcus Foligno (11:35) Mats Zuccarello (17:15) Kirill Kaprisow (23:59) Kirill Kaprisow (57:34) | T-Mobile Arena, Paradise, Nevada Zuschauer: 18.311 |

| 24. April 2025 20:00 Uhr | Minnesota Wild Kirill Kaprisow (3:13) Marco Rossi (6:51) Matthew Boldy (31:05) Kirill Kaprisow (39:58) Marcus Foligno (58:27) | 5:2 (2:1, 2:0, 1:1) Spielbericht Stand: 2:1 | Vegas Golden Knights Alex Pietrangelo (10:48) Reilly Smith (51:34) | Xcel Energy Center, Saint Paul, Minnesota Zuschauer: 19.058 |

| 26. April 2025 20:00 Uhr | Minnesota Wild Marco Rossi (10:43) Marcus Foligno (21:24) Jared Spurgeon (50:57) | 3:4 n. V. (1:1, 1:0, 1:2, 0:1) Spielbericht Stand: 2:2 | Vegas Golden Knights Shea Theodore (6:47) Nicolas Roy (44:50) Tomáš Hertl (50:03) Iwan Barbaschow (77:26) | Xcel Energy Center, Saint Paul, Minnesota Zuschauer: 19.324 |

| 29. April 2025 18:30 Uhr | Vegas Golden Knights William Karlsson (8:25) Mark Stone (13:24) Brett Howden (64:05) | 3:2 n. V. (2:1, 0:0, 0:1, 1:0) Spielbericht Stand: 3:2 | Minnesota Wild Kirill Kaprisow (8:38) Matthew Boldy (43:31) | T-Mobile Arena, Paradise, Nevada Zuschauer: 18.441 |

| 1. Mai 2025 18:30 Uhr | Minnesota Wild Ryan Hartman (19:56) Ryan Hartman (56:33) | 2:3 (1:1, 0:1, 1:1) Spielbericht Stand: 2:4 | Vegas Golden Knights Shea Theodore (3:30) Jack Eichel (36:12) Mark Stone (56:02) | Xcel Energy Center, Saint Paul, Minnesota Zuschauer: 19.047 |

#### (P2) Los Angeles Kings – (P3) Edmonton Oilers
In der Pacific Division standen sich die Los Angeles Kings und die Edmonton Oilers gegenüber, zum elften Mal in der Playoff-Geschichte und dabei zum bereits vierten Mal in Folge. Ebenso wie in den drei Begegnungen zuvor, insgesamt sogar zum sechsten Mal in Folge, gewannen dabei die Oilers, letztlich mit 4:2, obwohl die Kings bereits mit 2:0 in der Serie geführt hatten. Wie in den letzten Jahren üblich überzeugten dabei auf Seiten der Oilers vor allem Connor McDavid (11 Scorerpunkte) und Leon Draisaitl (10), während dies für die Kings vor allem Adrian Kempe (10) und Anže Kopitar (9) waren. Edmonton setzte im Tor nach den zwei Niederlagen zu Beginn nicht mehr auf Stuart Skinner (81,0 % Fangquote), wobei sich Calvin Pickard (89,3 %) danach mit Darcy Kuemper (88,9 %) auf Seiten der Kings auf Augenhöhe begegnete.
| 21. April 2025 19:00 Uhr (Ortszeit) | Los Angeles Kings Andrei Kusmenko (2:49) Quinton Byfield (19:27) Adrian Kempe (34:47) Phillip Danault (37:43) Kevin Fiala (54:59) Phillip Danault (59:18) | 6:5 (2:0, 2:1, 2:4) Spielbericht Stand: 1:0 | Edmonton Oilers Leon Draisaitl (39:54) Mattias Janmark (42:19) Corey Perry (47:43) Zach Hyman (57:56) Connor McDavid (58:32) | Crypto.com Arena, Los Angeles, Kalifornien Zuschauer: 18.145 |

| 23. April 2025 19:00 Uhr | Los Angeles Kings Brandt Clarke (8:44) Quinton Byfield (24:14) Andrei Kusmenko (30:37) Adrian Kempe (46:46) Anže Kopitar (49:07) Adrian Kempe (51:09) | 6:2 (1:0, 2:1, 3:1) Spielbericht Stand: 2:0 | Edmonton Oilers Leon Draisaitl (33:54) Viktor Arvidsson (44:05) | Crypto.com Arena, Los Angeles, Kalifornien Zuschauer: 18.145 |

| 25. April 2025 20:00 Uhr | Edmonton Oilers Ryan Nugent-Hopkins (2:49) Evan Bouchard (8:43) Connor Brown (37:19) Evander Kane (53:18) Evan Bouchard (53:28) Connor McDavid (58:20) Connor Brown (59:52) | 7:4 (2:1, 1:3, 4:0) Spielbericht Stand: 1:2 | Los Angeles Kings Adrian Kempe (17:18) Kevin Fiala (25:43) Drew Doughty (35:07) Trevor Moore (37:28) | Rogers Place, Edmonton, Alberta Zuschauer: 18.347 |

| 27. April 2025 19:30 Uhr | Edmonton Oilers Corey Perry (24:11) Evan Bouchard (47:51) Evan Bouchard (59:31) Leon Draisaitl (78:18) | 4:3 n. V. (0:1, 1:2, 2:0, 1:0) Spielbericht Stand: 2:2 | Los Angeles Kings Trevor Moore (10:35) Warren Foegele (21:31) Kevin Fiala (27:32) | Rogers Place, Edmonton, Alberta Zuschauer: 18.347 |

| 29. April 2025 19:00 Uhr | Los Angeles Kings Andrei Kusmenko (23:33) | 1:3 (0:0, 1:1, 0:2) Spielbericht Stand: 2:3 | Edmonton Oilers Evander Kane (26:16) Mattias Janmark (47:12) Ryan Nugent-Hopkins (59:02) | Crypto.com Arena, Los Angeles, Kalifornien Zuschauer: 18.145 |

| 1. Mai 2025 20:00 Uhr | Edmonton Oilers Adam Henrique (3:04) Ryan Nugent-Hopkins (5:55) Zach Hyman (12:49) Darnell Nurse (34:59) Trent Frederic (36:35) Connor Brown (59:58) | 6:4 (3:2, 2:1, 1:1) Spielbericht Stand: 4:2 | Los Angeles Kings Quinton Byfield (1:19) Brandt Clarke (3:37) Jordan Spence (38:01) Anže Kopitar (59:05) | Rogers Place, Edmonton, Alberta Zuschauer: 18.347 |

## Conference-Halbfinale

### Eastern Conference

#### (A1) Toronto Maple Leafs – (A3) Florida Panthers
Zum zweiten Mal nach 2023, damals ebenfalls im Conference-Halbfinale, trafen die Toronto Maple Leafs in den Playoffs auf die Florida Panthers. Die Panthers setzten sich dabei mit 4:3 durch, womit die Maple Leafs zum siebten Mal in Folge ein entscheidendes siebtes Spiel einer Serie verloren. In der Offensive überzeugte für Florida vor allem Neuzugang Brad Marchand mit acht Scorerpunkten, der in den Vorjahren noch mit den Boston Bruins regelmäßig gegen Toronto gewonnen hatte. Zudem verzeichnete Eetu Luostarinen sieben Punkte, während bei Toronto William Nylander und Max Pacioretty (je 6) als beste Scorer in Erscheinung traten. Die Panthers setzten im Tor wie gewohnt auf Sergei Bobrowski, der 90,2 % der Schüsse auf sein Tor parierte und einen Shutout verzeichnete. Dem gegenüber kam Joseph Woll für die Maple Leafs nur auf eine Fangquote von 88,6 %, bei ebenfalls einem Spiel ohne Gegentor.
| 5. Mai 2025 20:00 Uhr (Ortszeit) | Toronto Maple Leafs William Nylander (0:33) William Nylander (12:51) Morgan Rielly (17:16) Christopher Tanev (27:50) Matthew Knies (54:00) | 5:4 (3:1, 1:0, 1:3) Spielbericht Stand: 1:0 | Florida Panthers Seth Jones (16:57) Eetu Luostarinen (41:39) Uvis Jānis Balinskis (44:30) Sam Bennett (58:05) | Scotiabank Arena, Toronto, Ontario Zuschauer: 19.031 |

| 7. Mai 2025 19:00 Uhr | Toronto Maple Leafs Max Pacioretty (18:19) William Nylander (24:18) Max Domi (37:09) Mitchell Marner (45:50) | 4:3 (1:1, 2:1, 1:1) Spielbericht Stand: 2:0 | Florida Panthers Aleksander Barkov (10:58) Brad Marchand (20:15) Anton Lundell (45:33) | Scotiabank Arena, Toronto, Ontario Zuschauer: 19.261 |

| 9. Mai 2025 19:00 Uhr | Florida Panthers Aleksander Barkov (7:38) Sam Reinhart (24:13) Carter Verhaeghe (25:17) Jonah Gadjovich (35:07) Brad Marchand (75:27) | 5:4 n. V. (1:2, 3:1, 0:1, 1:0) Spielbericht Stand: 1:2 | Toronto Maple Leafs Matthew Knies (0:23) John Tavares (5:57) John Tavares (22:52) Morgan Rielly (50:56) | Amerant Bank Arena, Sunrise, Florida Zuschauer: 19.842 |

| 11. Mai 2025 19:30 Uhr | Florida Panthers Carter Verhaeghe (15:45) Sam Bennett (52:09) | 2:0 (1:0, 0:0, 1:0) Spielbericht Stand: 2:2 | Toronto Maple Leafs | Amerant Bank Arena, Sunrise, Florida Zuschauer: 19.894 |

| 14. Mai 2025 19:00 Uhr | Toronto Maple Leafs Nicholas Robertson (58:54) | 1:6 (0:1, 0:3, 1:2) Spielbericht Stand: 2:3 | Florida Panthers Aaron Ekblad (14:38) Dmitri Kulikow (26:08) Jesper Boqvist (30:05) Niko Mikkola (34:01) A. J. Greer (46:23) Sam Bennett (49:10) | Scotiabank Arena, Toronto, Ontario Zuschauer: 19.319 |

| 16. Mai 2025 20:00 Uhr | Florida Panthers | 0:2 (0:0, 0:0, 0:2) Spielbericht Stand: 3:3 | Toronto Maple Leafs Auston Matthews (46:20) Max Pacioretty (54:17) | Amerant Bank Arena, Sunrise, Florida Zuschauer: 19.797 |

| 18. Mai 2025 19:30 Uhr | Toronto Maple Leafs Max Domi (42:07) | 1:6 (0:0, 0:3, 1:3) Spielbericht Stand: 3:4 | Florida Panthers Seth Jones (23:15) Anton Lundell (27:18) Jonah Gadjovich (29:39) Eetu Luostarinen (42:54) Sam Reinhart (49:24) Brad Marchand (56:57) | Scotiabank Arena, Toronto, Ontario Zuschauer: 19.426 |

#### (M1) Washington Capitals – (M2) Carolina Hurricanes
Zum zweiten Mal nach 2019 standen sich in den Playoffs die Washington Capitals und Carolina Hurricanes gegenüber, wobei sich Carolina deutlich mit 4:1 durchsetzte. Auf Seiten der Hurricanes überzeugte Seth Jarvis mit fünf Scorerpunkten sowie Andrei Swetschnikow mit drei Treffern. Auf Seiten der Capitals kam, in einer insgesamt defensiv geführten Serie, kein Akteur über zwei Scorerpunkte. Zugleich zeigten beide Torhüter starke Leistungen, wobei Frederik Andersen für die Hurricanes mit 93,7 % gehaltener Schüsse und einem Shutout sein Gegenüber Logan Thompson (91,2 %) deutlich übertraf.
| 6. Mai 2025 19:00 Uhr (Ortszeit) | Washington Capitals Aljaksej Protas (23:53) | 1:2 n. V. (0:0, 1:0, 0:1, 0:1) Spielbericht Stand: 0:1 | Carolina Hurricanes Logan Stankoven (49:42) Jaccob Slavin (63:06) | Capital One Arena, Washington, D.C. Zuschauer: 18.573 |

| 8. Mai 2025 19:00 Uhr | Washington Capitals Connor McMichael (22:16) John Carlson (41:54) Tom Wilson (59:00) | 3:1 (0:0, 1:0, 2:1) Spielbericht Stand: 1:1 | Carolina Hurricanes Shayne Gostisbehere (49:26) | Capital One Arena, Washington, D.C. Zuschauer: 18.573 |

| 10. Mai 2025 18:00 Uhr | Carolina Hurricanes Andrei Swetschnikow (32:34) Jack Roslovic (38:57) Eric Robinson (43:14) Jackson Blake (56:44) | 4:0 (0:0, 2:0, 2:0) Spielbericht Stand: 2:1 | Washington Capitals | Lenovo Center, Raleigh, North Carolina Zuschauer: 19.174 |

| 12. Mai 2025 19:00 Uhr | Carolina Hurricanes Shayne Gostisbehere (10:24) Seth Jarvis (21:05) Taylor Hall (48:24) Sean Walker (56:45) Andrei Swetschnikow (57:39) | 5:2 (1:0, 1:0, 3:2) Spielbericht Stand: 3:1 | Washington Capitals Jakob Chychrun (45:18) Alexander Owetschkin (52:14) | Lenovo Center, Raleigh, North Carolina Zuschauer: 19.138 |

| 15. Mai 2025 19:00 Uhr | Washington Capitals Anthony Beauvillier (13:41) | 1:3 (1:1, 0:0, 0:2) Spielbericht Stand: 1:4 | Carolina Hurricanes Jordan Staal (9:38) Andrei Swetschnikow (58:01) Seth Jarvis (59:33) | Capital One Arena, Washington, D.C. Zuschauer: 18.573 |

### Western Conference

#### (C1) Winnipeg Jets – (C2) Dallas Stars
Im Duell der Central Division trafen erstmals überhaupt in den Playoffs die Winnipeg Jets auf die Dallas Stars, wobei sich Dallas gegen den Presidents’-Trophy-Sieger aus Winnipeg mit 4:2 durchsetzte. In einer ausgeglichenen Serie, in der die Jets sogar mehr Treffer erzielten (14:13), bestachen für Dallas vor allem die beiden Finnen Mikko Rantanen (7 Scorerpunkte) und Mikael Granlund (5) sowie Verteidiger Thomas Harley (6). Bester Scorer der Jets wurde Nikolaj Ehlers mit 6 Punkten. Im Tor der Stars überzeugte Jake Oettinger mit einer Fangquote von 92,9 %, während Connor Hellebuyck sich gegenüber der vorherigen Runde etwas stabilisierte (90,5 %). Insgesamt jedoch wurden seine im Vergleich zur Hauptrunde weiterhin schwachen Leistungen medial thematisiert, wobei er insbesondere auswärts (in drei Partien ca. 85 % Fangquote) nicht überzeugte.
| 7. Mai 2025 20:30 Uhr (Ortszeit) | Winnipeg Jets Nino Niederreiter (23:30) Mark Scheifele (37:35) | 2:3 (0:0, 2:3, 0:0) Spielbericht Stand: 0:1 | Dallas Stars Mikko Rantanen (28:43) Mikko Rantanen (34:21) Mikko Rantanen (36:38) | Canada Life Centre, Winnipeg, Manitoba Zuschauer: 15.225 |

| 9. Mai 2025 20:30 Uhr | Winnipeg Jets Gabriel Vilardi (3:35) Nikolaj Ehlers (7:07) Adam Lowry (31:02) Nikolaj Ehlers (56:20) | 4:0 (2:0, 1:0, 1:0) Spielbericht Stand: 1:1 | Dallas Stars | Canada Life Centre, Winnipeg, Manitoba Zuschauer: 15.225 |

| 11. Mai 2025 15:30 Uhr | Dallas Stars Roope Hintz (2:27) Thomas Harley (15:12) Alex Petrovic (43:51) Mikko Rantanen (44:40) Wyatt Johnston (54:06) | 5:2 (2:1, 0:1, 3:0) Spielbericht Stand: 2:1 | Winnipeg Jets Kyle Connor (9:53) Nino Niederreiter (30:07) | American Airlines Center, Dallas, Texas Zuschauer: 18.532 |

| 13. Mai 2025 19:00 Uhr | Dallas Stars Mikael Granlund (8:36) Mikael Granlund (37:52) Mikael Granlund (47:23) | 3:1 (1:0, 1:1, 1:0) Spielbericht Stand: 3:1 | Winnipeg Jets Nikolaj Ehlers (21:02) | American Airlines Center, Dallas, Texas Zuschauer: 18.532 |

| 15. Mai 2025 20:30 Uhr | Winnipeg Jets Mark Scheifele (26:17) Nikolaj Ehlers (42:20) Wladislaw Namestnikow (52:07) Nikolaj Ehlers (59:15) | 4:0 (0:0, 1:0, 3:0) Spielbericht Stand: 2:3 | Dallas Stars | Canada Life Centre, Winnipeg, Manitoba Zuschauer: 15.225 |

| 17. Mai 2025 19:00 Uhr | Dallas Stars Sam Steel (31:12) Thomas Harley (61:33) | 2:1 n. V. (0:0, 1:1, 0:0, 1:0) Spielbericht Stand: 4:2 | Winnipeg Jets Mark Scheifele (25:28) | American Airlines Center, Dallas, Texas Zuschauer: 18.532 |

#### (P1) Vegas Golden Knights – (P3) Edmonton Oilers
Zum zweiten Mal nach 2023 standen sich die Vegas Golden Knights und die Edmonton Oilers gegenüber, wobei Edmonton einen klaren 4:1-Erfolg einfahren konnte. Erneut führten Connor McDavid und Leon Draisaitl (je 6 Punkte) die Scorerliste an, gefolgt von Evan Bouchard (5). Auf Seiten der Golden Knights wurde Jack Eichel (5) bester Offensivakteur. In den ersten beiden Spielen setzte Edmonton im Tor auf Calvin Pickard (87,8 % Fangquote), bevor dieser verletzungsbedingt ausfiel und statistisch von der (in der Hauptrunde etatmäßigen) Nummer eins Stuart Skinner (94,4 %) deutlich übertroffen wurde. Diesem gelangen in weiterer Folge zudem zwei Shutouts. Adin Hill für Vegas parierte derweil 89,3 % der Schüsse auf sein Tor.
| 6. Mai 2025 18:30 Uhr (Ortszeit) | Vegas Golden Knights Mark Stone (2:13) Mark Stone (9:03) | 2:4 (2:1, 0:0, 0:3) Spielbericht Stand: 0:1 | Edmonton Oilers Corey Perry (16:26) Leon Draisaitl (40:57) Zach Hyman (56:58) Connor Brown (58:14) | T-Mobile Arena, Paradise, Nevada Zuschauer: 18.111 |

| 8. Mai 2025 18:30 Uhr | Vegas Golden Knights Victor Olofsson (8:42) William Karlsson (38:10) Victor Olofsson (44:32) Alex Pietrangelo (51:58) | 4:5 n. V. (1:0, 1:3, 2:1, 0:1) Spielbericht Stand: 0:2 | Edmonton Oilers Jake Walman (31:31) Wassili Podkolsin (35:18) Darnell Nurse (37:17) Evander Kane (41:52) Leon Draisaitl (75:20) | T-Mobile Arena, Paradise, Nevada Zuschauer: 18.415 |

| 10. Mai 2025 19:00 Uhr | Edmonton Oilers Corey Perry (7:19) Corey Perry (11:12) Connor McDavid (56:58) | 3:4 (2:2, 0:1, 1:1) Spielbericht Stand: 1:2 | Vegas Golden Knights Nicolas Roy (15:17) Reilly Smith (16:11) William Karlsson (37:05) Reilly Smith (59:59) | Rogers Place, Edmonton, Alberta Zuschauer: 18.347 |

| 12. Mai 2025 19:30 Uhr | Edmonton Oilers Adam Henrique (1:27) Adam Henrique (13:03) Evander Kane (27:38) | 3:0 (2:0, 1:0, 0:0) Spielbericht Stand: 3:1 | Vegas Golden Knights | Rogers Place, Edmonton, Alberta Zuschauer: 18.347 |

| 14. Mai 2025 19:30 Uhr | Vegas Golden Knights | 0:1 n. V. (0:0, 0:0, 0:0, 0:1) Spielbericht Stand: 1:4 | Edmonton Oilers Kasperi Kapanen (67:19) | T-Mobile Arena, Paradise, Nevada Zuschauer: 18.288 |

## Conference-Finale

### Eastern Conference

#### (M2) Carolina Hurricanes – (A3) Florida Panthers
Das Endspiel der Eastern Conference bestritten die Carolina Hurricanes gegen die Florida Panthers, die sich zum zweiten Mal nach 2023 in den Playoffs gegenüberstanden. Damals, ebenfalls im Conference-Finale, zogen die Panthers mit einem 4:0-Erfolg in die Stanley-Cup-Finals ein, was ihnen diesmal mit einem klaren 4:1-Erfolg ebenfalls gelang. Für die Hurricanes war es die sechste Teilnahme am Conference-Finale, für die Panthers die vierte und zugleich dritte in Folge nach dem Stanley-Cup-Sieg des Vorjahres. In der Offensive waren die Panthers breit aufgestellt, so beendeten vier Spieler die Serie mit sieben Scorerpunkten. Auf Seiten der Hurricanes wurde Seth Jarvis mit sechs Punkten zum besten Scorer. Im Tor setzte Sergei Bobrowski seine Leistungen der vorherigen Runden fort und parierte 93,5 % der Schüsse, bei einem Shutout. Auf der Gegenseite kam Frederik Andersen nur auf eine Fangquote von 83,8 %, wobei er in Spiel 3 sowie kurzzeitig im Spiel 2 durch Pjotr Kotschetkow (78,8 %) ersetzt wurde.
| 20. Mai 2025 (Ortszeit) 20:00 Uhr | Carolina Hurricanes Sebastian Aho (19:44) Jackson Blake (56:19) | 2:5 (1:2, 0:1, 1:2) Spielbericht Stand: 0:1 | Florida Panthers Carter Verhaeghe (8:30) Aaron Ekblad (12:29) A. J. Greer (23:33) Sam Bennett (46:08) Eetu Luostarinen (54:55) | Lenovo Center, Raleigh, North Carolina Zuschauer: 18.944 |

| 22. Mai 2025 20:00 Uhr | Carolina Hurricanes | 0:5 (0:3, 0:1, 0:1) Spielbericht Stand: 0:2 | Florida Panthers Gustav Forsling (1:17) Matthew Tkachuk (11:41) Sam Bennett (15:50) Sam Bennett (39:21) Aleksander Barkov (53:49) | Lenovo Center, Raleigh, North Carolina Zuschauer: 18.971 |

| 24. Mai 2025 20:00 Uhr | Florida Panthers Niko Mikkola (12:07) Jesper Boqvist (41:29) Niko Mikkola (46:26) Aleksander Barkov (46:55) Aleksander Barkov (49:31) Brad Marchand (50:37) | 6:2 (1:0, 0:1, 5:1) Spielbericht Stand: 3:0 | Carolina Hurricanes Logan Stankoven (34:51) Seth Jarvis (51:01) | Amerant Bank Arena, Sunrise, Florida Zuschauer: 19.836 |

| 26. Mai 2025 20:00 Uhr | Florida Panthers | 0:3 (0:0, 0:1, 0:2) Spielbericht Stand: 3:1 | Carolina Hurricanes Logan Stankoven (30:45) Sebastian Aho (57:49) Jordan Staal (58:15) | Amerant Bank Arena, Sunrise, Florida Zuschauer: 19.897 |

| 28. Mai 2025 20:00 Uhr | Carolina Hurricanes Sebastian Aho (4:39) Sebastian Aho (18:54) Seth Jarvis (48:30) | 3:5 (2:0, 0:3, 1:2) Spielbericht Stand: 1:4 | Florida Panthers Matthew Tkachuk (27:23) Evan Rodrigues (27:53) Anton Lundell (31:59) Carter Verhaeghe (52:21) Sam Bennett (59:06) | Lenovo Center, Raleigh, North Carolina Zuschauer: 18.994 |

### Western Conference

#### (C2) Dallas Stars – (P3) Edmonton Oilers
Im Finale der Western Conference standen sich erneut, wie im Vorjahr, die Dallas Stars und die Edmonton Oilers gegenüber. In der Vorsaison hatten die Oilers das Aufeinandertreffen mit 4:2 für sich entschieden, wobei ihnen nun ein klarer 4:1-Erfolg gelang. Beide Teams spielten dabei bereits zum zehnten Mal in den Playoffs gegeneinander. Für Dallas war es das insgesamt zehnte Conference-Finale und dritte in Folge, während die Oilers zum zwölften Mal diese Runde erreichten. In einer offensiv geführten und letztlich relativ einseitigen Serie überzeugten auf Seiten der Oilers vor allem Connor McDavid, Leon Draisaitl und Ryan Nugent-Hopkins mit jeweils neun Scorerpunkten. Bester Scorer der Stars wurde Jason Robertson mit fünf Punkten. Auch auf der Torhüterposition übertraf Stuart Skinner für Edmonton (92,4 % Fangquote) sein Gegenüber Jake Oettinger (85,3 %) deutlich. Ferner erreichte Peter DeBoer, Trainer der Stars, sein sechstes Conference-Finale in den letzten acht Jahren, verlor diese jedoch ausnahmslos und wurde wenig später von Dallas entlassen.
| 21. Mai 2025 (Ortszeit) 19:00 Uhr | Dallas Stars Tyler Seguin (15:22) Miro Heiskanen (40:32) Mikael Granlund (43:49) Matt Duchene (45:58) Tyler Seguin (56:02) Esa Lindell (56:45) | 6:3 (1:1, 0:2, 5:0) Spielbericht Stand: 1:0 | Edmonton Oilers Leon Draisaitl (10:19) Ryan Nugent-Hopkins (26:08) Evan Bouchard (27:48) | American Airlines Center, Dallas, Texas Zuschauer: 18.532 |

| 23. Mai 2025 19:00 Uhr | Dallas Stars | 0:3 (0:1, 0:2, 0:0) Spielbericht Stand: 1:1 | Edmonton Oilers Ryan Nugent-Hopkins (5:51) Brett Kulak (35:23) Connor Brown (36:36) | American Airlines Center, Dallas, Texas Zuschauer: 18.532 |

| 25. Mai 2025 14:00 Uhr | Edmonton Oilers Evan Bouchard (14:02) Connor McDavid (14:38) Connor McDavid (39:41) Zach Hyman (43:25) Zach Hyman (52:06) John Klingberg (57:40) | 6:1 (2:0, 1:1, 3:0) Spielbericht Stand: 2:1 | Dallas Stars Jason Robertson (35:35) | Rogers Place, Edmonton, Alberta Zuschauer: 18.347 |

| 27. Mai 2025 19:00 Uhr | Edmonton Oilers Leon Draisaitl (11:23) Corey Perry (29:20) Kasperi Kapanen (57:33) Adam Henrique (59:10) | 4:1 (1:0, 1:1, 2:0) Spielbericht Stand: 3:1 | Dallas Stars Jason Robertson (26:57) | Rogers Place, Edmonton, Alberta Zuschauer: 18.347 |

| 29. Mai 2025 19:00 Uhr | Dallas Stars Jason Robertson (11:40) Roope Hintz (32:27) Jason Robertson (40:38) | 3:6 (1:3, 1:1, 1:2) Spielbericht Stand: 1:4 | Edmonton Oilers Corey Perry (2:31) Mattias Janmark (7:09) Jeff Skinner (8:07) Connor McDavid (34:28) Evander Kane (43:21) Kasperi Kapanen (59:49) | American Airlines Center, Dallas, Texas Zuschauer: 18.532 |

## Stanley-Cup-Finale

### (P3) Edmonton Oilers – (A3) Florida Panthers
Im diesjährigen Stanley-Cup-Finale trafen die Edmonton Oilers auf die Florida Panthers, wobei sich Florida mit 4:2 durchsetzte und den zweiten Stanley Cup der Franchise-Geschichte gewann, ebenso wie den zweiten in Folge. Es handelte sich dabei um die Wiederauflage des Vorjahresfinals, was zuletzt in den Jahren 2008 und 2009 zwischen Pittsburgh und Detroit der Fall war. Dass dabei zweimal die gleiche Mannschaft erfolgreich ist, liegt deutlich länger zurück, so besiegten in der Art zuletzt die Canadiens de Montréal in den Jahren 1977 und 1978 die Boston Bruins. Die Niederlage Edmontons stellte ferner das mittlerweile achte Mal in Folge dar, dass ein kanadisches Team im Finale unterlag, während der letzte Sieg nun bereits 32 Jahre zurückliegt (Montréal, 1993).
Beide Teams traten insgesamt zum zweiten Mal in den Playoffs gegeneinander an, wobei sich das Heimrecht gegenüber dem Vorjahr geändert hatte, das aufgrund der besseren Bilanz der Hauptrunde nun bei Edmonton lag. Die Oilers bestritten dabei ihr insgesamt neuntes Finale, während die Panthers ihr viertes Endspiel und dabei ihr drittes in Folge spielten. Durch die starken Jahre der Tampa Bay Lightning zuvor war es darüber hinaus das sechste Endspiel in Folge mit einem Team aus dem Bundesstaat Florida.
Die Conn Smythe Trophy als MVP der Playoffs ging an Sam Bennett, der die post-season als bester Torschütze (15) beendete. Die Scorerliste führte derweil Leon Draisaitl (33) von den Oilers an, punktgleich mit seinem Teamkollegen Connor McDavid.
| 4. Juni 2025 18:00 Uhr (Ortszeit) | Edmonton Oilers Leon Draisaitl (1:06) Viktor Arvidsson (23:17) Mattias Ekholm (46:33) Leon Draisaitl (79:29) | 4:3 n. V. (1:2, 1:1, 1:0, 1:0) Spielbericht Stand: 1:0 | Florida Panthers Sam Bennett (10:49) Brad Marchand (12:30) Sam Bennett (22:00) | Rogers Place, Edmonton, Alberta Zuschauer: 18.347 |

| 6. Juni 2025 18:00 Uhr | Edmonton Oilers Evander Kane (7:39) Evan Bouchard (9:19) Leon Draisaitl (12:37) Corey Perry (59:42) | 4:5 n. V. (3:2, 0:2, 1:0, 0:0, 0:1) Spielbericht Stand: 1:1 | Florida Panthers Sam Bennett (2:07) Seth Jones (11:37) Dmitri Kulikow (28:23) Brad Marchand (32:09) Brad Marchand (88:05) | Rogers Place, Edmonton, Alberta Zuschauer: 18.347 |

| 9. Juni 2025 20:00 Uhr | Florida Panthers Brad Marchand (0:56) Carter Verhaeghe (17:45) Sam Reinhart (23:00) Sam Bennett (27:26) Aaron Ekblad (43:27) Evan Rodrigues (56:10) | 6:1 (2:0, 2:1, 2:0) Spielbericht Stand: 2:1 | Edmonton Oilers Corey Perry (21:40) | Amerant Bank Arena, Sunrise, Florida Zuschauer: 19.863 |

| 12. Juni 2025 20:00 Uhr | Florida Panthers Matthew Tkachuk (11:40) Matthew Tkachuk (16:56) Anton Lundell (19:18) Sam Reinhart (59:40) | 4:5 n. V. (3:0, 0:3, 1:1, 0:1) Spielbericht Stand: 2:2 | Edmonton Oilers Ryan Nugent-Hopkins (23:33) Darnell Nurse (32:47) Wassili Podkolsin (35:05) Jake Walman (53:36) Leon Draisaitl (71:18) | Amerant Bank Arena, Sunrise, Florida Zuschauer: 19.994 |

| 14. Juni 2025 18:00 Uhr | Edmonton Oilers Connor McDavid (47:24) Corey Perry (56:47) | 2:5 (0:2, 0:0, 2:3) Spielbericht Stand: 2:3 | Florida Panthers Brad Marchand (9:12) Sam Bennett (18:06) Brad Marchand (45:12) Sam Reinhart (48:10) Eetu Luostarinen (58:41) | Rogers Place, Edmonton, Alberta Zuschauer: 18.347 |

| 17. Juni 2025 20:00 Uhr | Florida Panthers Sam Reinhart (4:36) Matthew Tkachuk (19:13) Sam Reinhart (37:31) Sam Reinhart (53:26) Sam Reinhart (54:55) | 5:1 (2:0, 1:0, 2:1) Spielbericht Stand: 4:2 | Edmonton Oilers Wassili Podkolsin (55:18) | Amerant Bank Arena, Sunrise, Florida Zuschauer: 19.983 |

### Stanley-Cup-Sieger
Von den unten genannten 24 Spielern waren alle durch einen Einsatz im Stanley-Cup-Finale oder dadurch, dass sie mehr als die Hälfte der Spiele der regulären Saison absolviert hatten, automatisch für die Gravur auf der Trophäe qualifiziert. 14 Akteure gehörten bereits im Vorjahr zum Siegerkader, sodass mit 10 Spielern eine vergleichsweise hohe Zahl im letzten Jahr noch nicht vertreten war. Von diesen wiederum gewannen alle außer Brad Marchand (2011 mit Boston) und Nico Sturm (2022 mit Colorado) ihren ersten Stanley Cup. Dem gegenüber gewann Carter Verhaeghe die Trophäe zum bereits dritten Mal.
| Stanley-Cup-Sieger Florida Panthers | Torhüter: Sergei Bobrowski, Vítek Vaněček Verteidiger: Uvis Jānis Balinskis, Aaron Ekblad, Gustav Forsling, Seth Jones, Dmitri Kulikow, Niko Mikkola, Nate Schmidt Angreifer: Aleksander Barkov (C), Sam Bennett, Jesper Boqvist, Jonah Gadjovich, A. J. Greer, Anton Lundell, Eetu Luostarinen, Brad Marchand, Tomáš Nosek, Sam Reinhart, Evan Rodrigues, Mackie Samoskevich, Nico Sturm, Matthew Tkachuk, Carter Verhaeghe Cheftrainer: Paul Maurice General Manager: Bill Zito |

## Beste Scorer
Abkürzungen: Sp = Spiele, T = Tore, V = Vorlagen, Pkt = Punkte, +/− = Plus/Minus, SM = Strafminuten; Fett: Bestwert
| Spieler           | Team             | Sp | T  | V  | Pkt | +/− | SM |
| ----------------- | ---------------- | -- | -- | -- | --- | --- | -- |
| Leon Draisaitl    | Edmonton Oilers  | 22 | 11 | 22 | 33  | +4  | 6  |
| Connor McDavid    | Edmonton Oilers  | 22 | 7  | 26 | 33  | +3  | 4  |
| Sam Reinhart      | Florida Panthers | 21 | 11 | 12 | 23  | +5  | 6  |
| Matthew Tkachuk   | Florida Panthers | 23 | 8  | 15 | 23  | +7  | 33 |
| Carter Verhaeghe  | Florida Panthers | 23 | 7  | 16 | 23  | +12 | 6  |
| Evan Bouchard     | Edmonton Oilers  | 22 | 7  | 16 | 23  | +6  | 8  |
| Sam Bennett       | Florida Panthers | 23 | 15 | 7  | 22  | +6  | 48 |
| Mikko Rantanen    | Dallas Stars     | 18 | 9  | 13 | 22  | −3  | 10 |
| Aleksander Barkov | Florida Panthers | 23 | 6  | 16 | 22  | +4  | 4  |
| Brad Marchand     | Florida Panthers | 23 | 10 | 10 | 20  | +17 | 48 |

## Beste Torhüter
Die kombinierte Tabelle zeigt die jeweils drei besten Torhüter in den Kategorien Gegentorschnitt und Fangquote sowie die jeweils Führenden in den Kategorien Shutouts und Siege.
Abkürzungen: Sp = Spiele, Min = Eiszeit (in Minuten), S = Siege, N = Niederlagen, OTN = Overtime-Niederlagen, GT = Gegentore, SO = Shutouts, Sv% = gehaltene Schüsse (in %), GTS = Gegentorschnitt; Fett: Saisonbestwert; Erfasst werden nur Torhüter mit mehr als 240 absolvierten Spielminuten. Sortiert nach bestem Gegentorschnitt.
| Spieler           | Team                | Sp | Min     | S  | N | GT | SO | Sv%  | GTS  |
| ----------------- | ------------------- | -- | ------- | -- | - | -- | -- | ---- | ---- |
| Frederik Andersen | Carolina Hurricanes | 13 | 743:04  | 8  | 5 | 25 | 2  | 90,7 | 2,02 |
| Anthony Stolarz   | Toronto Maple Leafs | 7  | 410:18  | 4  | 2 | 15 | 0  | 90,1 | 2,19 |
| Sergei Bobrowski  | Florida Panthers    | 23 | 1442:34 | 16 | 7 | 53 | 3  | 91,4 | 2,20 |
| Logan Thompson    | Washington Capitals | 10 | 596:30  | 5  | 5 | 24 | 0  | 91,7 | 2,41 |
| Filip Gustavsson  | Minnesota Wild      | 6  | 354:14  | 2  | 3 | 16 | 0  | 91,4 | 2,71 |
| Stuart Skinner    | Edmonton Oilers     | 15 | 881:29  | 7  | 7 | 44 | 3  | 88,9 | 2,99 |